# AL-41 (エンジン)
AL-41F は1.44の為に設計されたロシアのNPO サトゥールンが開発した可変サイクルジェットエンジンである。超音速巡航能力を獲得することを目的としている。開発名称はIzdeliye 20。研究開発には1.5億ドルが投資された。総生産数は28基(2008年の時点ではそれらのいくつかはすでにさまざまな理由で償却されていたが15-17個が倉庫に残存しており、グリスが濃くならないよう6ヶ月に1回運転を実施していた)。

## 開発
1981年、I-90(Istrebitel-90,戦闘機90)のテーマの元ソ連における第五世代のエンジンの作業が開始され、18-20級エンジンの開発者としてはリューリカが選ばれた。1987年から1988年にかけてまず最初の試作機がTu-16に懸架されて飛行試験が行われ、その後MiG-25LL(LL-20 84)の左エンジンを換装して試験が実施された。1990年-1991年にかけては、高マッハ数で飛行中のエンジン停止を行い正常に再起動できるかやその特性をテストし、その結果に基づいていくつかの構造調整が行われた。しかし、その後開発は資金不足に直面し延長を繰り返した。1.42のデモンストレーターである1.44は2000年2月に初飛行するが、これはエンジン開発の遅れにより6年遅れていた。しかし、計画そのものが中断され生産数は28基（最初の20基はモスクワで組立、残りはUMPO）に留まった。
派生型としてコアを流用した26,500-88,000lbクラスの民間機用エンジンの計画があった。
AL-41Fの対抗馬としては航空機エンジン科学技術複合ソユーズによる推力206kN、推力比は0.085のR-179M-300(Yak-141に搭載されたソユーズ R-79V-300の発展型)が存在したが、ソ連空軍はAL-41Fを選択し廃案となった。

## 設計
本エンジンではすべての圧縮機及びタービンは専用開発された3次元コンピュータモデルを使用して設計された設計が行われている。構造用素材には高い品質の耐熱性セラミックス、炭素材料、ホウ素化合物、アルミニウム、サーメット、ディスク、シャフトと荷重支持体には高耐荷重チタン合金と圧密耐熱性粉末合金を使用し、AL-31Fとの比較でタービン直前温度は250℃増加し1,600℃に達した。これらにより推力重量比は11:1、比推力のレベルは0.09を達成した。
AL-41Fは可変サイクルと推力偏向のためにタービン翼、圧縮機の高度化、単結晶構造の統合などの新しい機構を使用している。特に可変サイクルは低速時にはターボファン、高速時にはターボジェットと飛行状態に応じて作動のサイクル（方式）を切り替える事ができるので、広い飛行範囲に適応可能である。
ノズルはライトタンの色で着色され内部は特殊耐熱セラミックタイルでコートされていた。またピッチ、ヨー方向の2軸式推力偏向ノズルを有しているとされているが、これが標準仕様なのかは不明である。
エンジン制御にはソ連では初めてFADECを採用した。試作エンジンは重量が1,500kgで、推力(アフターバーナー使用時)は176 kN (39,600 lbf)であった。

## AL-41F1とAL-41F1S
Su-57にはAL-41F1、Su-35にはAL-41F1S(117S)と呼ばれる新型エンジンが用いられている。これらはAL-41Fの名を冠してはいるが、AL-31FPターボファンエンジンに（量産計画そのものが中断された）AL-41Fの技術を盛り込んだ大幅な改良型であり、AL-41Fとは別系統である。なおAL-31F系統のAL-41F1とは別に、AL-41F系列とされるAL-41F1が2001年のMAKSにおいて発表されているが、関連性は不明。このAL-41F1はSu-27のAL-31Fの換装に用いられるとされていた。

## 仕様
- 全長:4,990 mm
- 直径:1,280 mm
- 重量:1,500kg
- アフターバーナー使用時最大推力:176 kN (39,600 lbf)
- 推力重量比:11:1